# Corrado III Trinci
Corrado III Trinci fou fill d'Ugolino II Novello. Fou gonfanoner de justícia i capità del poble de Foligno des del 1377, confirmat pel Papa el 1383 com a vicari pontifici de Foligno, Bevagna, Giano, Castagnola, Montecchio, Montefalco, Leonessa i Valtopina juntament amb el seu nebot Ugolino III Trinci. Va morir el 1386.